# Persea pierrei
Persea pierrei là loài thực vật có hoa trong họ Nguyệt quế. Loài này được (Lecomte) Kosterm. miêu tả khoa học đầu tiên năm 1968.